# Lekići
Lekići är en ort i Montenegro. Den ligger i den södra delen av landet, 8 km sydväst om huvudstaden Podgorica. Lekići ligger 21 meter över havet och antalet invånare är 157.
Terrängen runt Lekići är kuperad åt nordväst, men åt sydost är den platt. Runt Lekići är det ganska glesbefolkat, med 48 invånare per kvadratkilometer. Närmaste större samhälle är Podgorica, 8,4 km nordost om Lekići. Trakten runt Lekići består till största delen av jordbruksmark.